# Confederació Prussiana

La confederació prussiana es va oferir a incorporar Prússia al Regne de Polònia, 1454, Arxius Centrals polonesos de Registres Històrics

La Confederació de Prússia o Confederació prussiana (alemany: Preußischer Bund, polonès: Związek Pruski), també Lliga de Prússia, del seu veritable nom «Lliga contra la violència» (Bund vor Gewalt), va ser una organització creada el 21 de febrer de 1440 el Marienwerder per un grup de 53 nobles i clergues i de 19 ciutats prussianes, per oposar-se a l'autoritat tirànica i arbitrarietat dels Cavallers teutònics. Estava basada en una organització anterior similar, la Unió de Llangardaix, establerta el 1397 per nobles de la ciutat de Chełmno. Els confederats es comprometien a «ajudar-se mútuament en fidelitat per ... rebutjar la violència i els abusos que van ocórrer en el passat».
El 1454, el líder de la Confederació, Johannes von Baysen (Jan Bażyńesquí), va demanar formalment al rei Casimir IV Jagelló, la incorporació de Prússia al regne de Polònia com a feu. Això va marcar l'inici de la Guerra dels Tretze Anys entre els Estats de l'Ordre i el de Polònia, finançant les ciutats prussianes als polonesos.

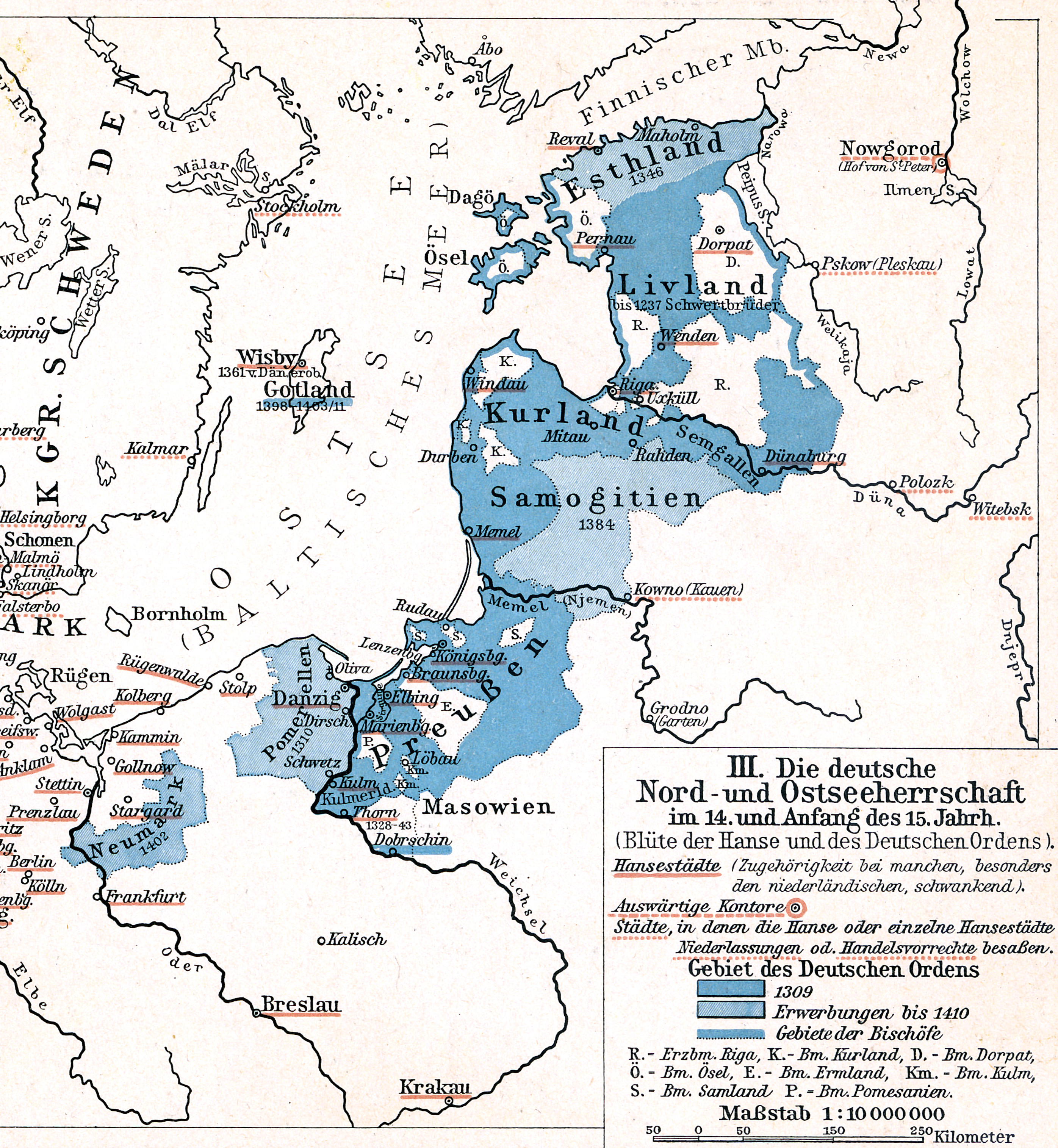
Fou un Estat teutònic cap el 1410

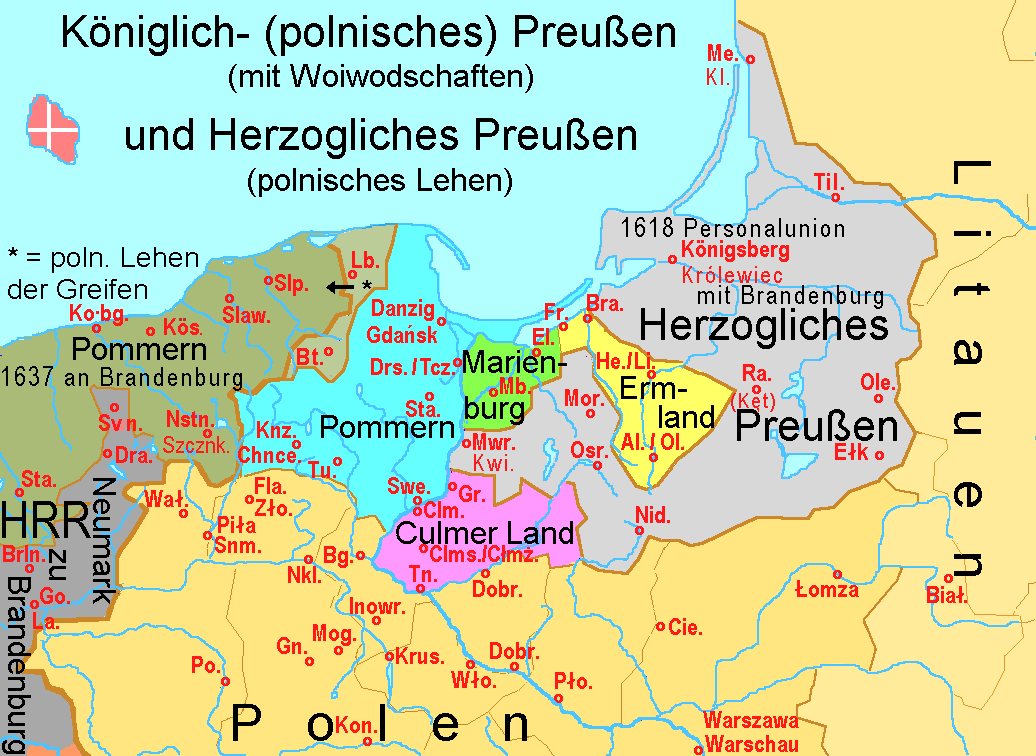
La partició de Prússia el 1466

## Context
Segons la Primera Pau de Thorn de 1411, subscrita després de la derrota dels cavallers teutònics a la batalla de Grunwald, l'Ordre teutònica havia de pagar grans indemnitzacions al regne de Polònia que van posar al seu estat a la vora de la fallida. L'Estat monàstic va imposar alts impostos a les castellanies (Kastellanei) i ciutats per recaptar aquests fons, a més de per rearmar-se per a una nova guerra enfront dels polonesos. Va ser llavors quan els delegats de les províncies van demandar un dret d'escrutini sobre els assumptes de l'estat: però, a part d'algunes concessions, van ser rebutjats categòricament. En els anys 1420, el gran mestre Paul von Rusdorf va portar estabilitat a l'Ordre, però la lluita amb Polònia es va reprendre el 1431, quan la invasió teutònica a Polònia durant la Guerra civil lituana (1432-1438) va desencadenar una nova guerra poloneso-teutònica.

## Establiment
Després d'aproximadament tres dècades de creixent descontent, els dirigents prussians es van organitzar per oposar-se més eficaçment a l'Ordre. El 14 de març de 1440, un grup de 53 nobles i clergues i de 19 ciutats prussianes, sota el lideratge de les ciutats hanseàtiques de Danzig (Gdańsk), Elbing (Elbląg), Thorn (Toruń) i Königsberg (Królewiec), van fundar la Confederació Prussiana a la ciutat de Marienwerder (Kwidzyn). Moltes més ciutats es van unir-hi el 3 d'abril, encara que no ho va fer Bütow (Bytów). A Danzig, els nous membres van signar un document que va ser custodiat en els arxius de Thorn.
Després que el gran mestre Paul von Rusdorf morís el 1441, amb l'elecció el 1441 de Konrad von Erlichshausen (r. 1441-1449), els camperols d'Ermeland, inspirats per l'oposició de les ciutats, es van aixecar. La rebel·lió va ser reprimida pels cavallers teutònics. Konrad va continuar negociant un compromís amb les ciutats fins a la seva pròpia mort el 1449. El seu nebot i successor designat, Ludwig von Erlichshausen (r. 1450-1467), va adoptar una actitud més agressiva cap a la confederació i va intentar buscar la complicitat del papa i de l'emperador del Sacre Imperi Romà per desmantellar la lliga al·legant la seva il·legalitat. Va presentar una demanda en la cort de l'Emperador Frederic III, i encara que el 1441 el mateix emperador ja havia reconegut a la Lliga, l'1 de desembre de 1453, va revocar la seva decisió i va declarar la confederació il·legal.

## Guerra dels Tretze Anys
Al poc temps, la Lliga de Prússia va destituir al gran mestre de la seva posició de protector dels súbdits de l'Estat i va declarar el 4 de febrer de 1454 la guerra als cavallers teutònics. El 6 de març, Gabriel von Baysen i Johannes von Baysen, ara al capdavant de la confederació amb el suport de Jan de Jani i Mikołaj Szarlejski, tots dos del clan d'Ostoja, van demanar la protecció del rei Casimir IV Jagelló de Polònia.Van demanar també, i van rebre la garantia, que es respectarien els drets de les ciutats i els privilegis nobiliaris.
La posterior Guerra dels Tretze Anys (1454-1466) va veure com els confederats i els seus aliats polonesos van trigar diversos anys abans que poguessin preocupar seriosament als cavallers teutònics. Però el temps anava en contra aquests últims, que van haver d'accedir a signar el Segona Pau de Thorn el 1466. L'Ordre va perdre el control de Prússia Occidental i les ciutats prussianes, lliures de l'autoritat dels teutònics, van formar com a Prússia Reial, una unió personal amb el rei de Polònia, amb drets locals d'autonomia. Stibor de Poniec, del clan d'Ostoja, va ser nomenat senyor de Malbork. Els cavallers teutònics van retenir Prússia Oriental, però només sota l'autoritat del rei polonès. La Confederació, amb els seus membres ara pràcticament dividits, va deixar d'existir com a tal.

## Conseqüències
Polonesos i teutònics van acordar buscar la confirmació de la Segona Pau de Thorn tant per part de l'emperador Frederic III com del papa Pau II, però també es van mostrar d'acord en què aquesta confirmació no era necessària per la validació del tractat. Poc després, no obstant això, una disputa sobre l'estatus del principat-bisbat de Warmia va desencadenar un conflicte més petit anomenat la Guerra dels Sacerdots.

## Ciutats participants
Les ciutats fundadores de la Confederació prussiana el 14 de març de 1440 van ser (el nom en alemany, entre parèntesis en polonès):
- Thorn (Toruń) incloent la Ciutat Nova
- Culm (Chełmno)
- Elbing (Elbląg) incloent la Ciutat Nova
- Danzig (Gdańsk)
- Braunsberg (Braniewo)
- Königsberg (Królewiec), incloent Kneiphof (Knipawa) i "Ciutat Vella"
- Graudenz (Grudziądz)
- Strasburg
- Neumark
- Löbau
- Rehden
- Wehlau (Znamensk)
- Allenburg (Druzhba)
- Zinten (Kornevo)
- Heiligenbeil (Mamonovo)
- Landsberg (Górowo Iławeckie)

Ciutats que es van unir a la Confederació el 3 d'abril de 1440:
- Mewe (Gniew)
- Altstadt de Danzig
- Neuenburg
- Lauenburg
- Leba (Łeba)
- Hela (Hel)
- Putzig (Puck)